# Синхронно въртене
Синхронно въртене е термин, с който в астрономията се описва ротацията на тяло (А), намиращо се на орбита около друго тяло (Б), при която орбиталният ѝ период е равен на периода на въртене около оста си, или с други думи – спътникът А е винаги обърнат с една и съща страна към централното тяло Б. От друга страна, не е задължително тяло Б да е обърнато с една и съща страна към спътника си А.
Синхронното въртене е следствие действието на приливните сили между двете тела, които ротират около един общ барицентър. Първоначално централното тяло и спътникът му не са били със синхронно въртене, но под влияние на приливните сили и двете тела забавят ротацията си, като същевременно голямата полуос на орбитата на спътника нараства, т.е. разстоянието между тях се увеличава. В крайна сметка, след достатъчно дълъг период, по-малкият спътник придобива синхронно въртене. За много от спътниците в Слънчевата система е характерно именно синхронното въртене.
Типичен случай за синхронно въртене са Земята и Луната, т.е. земният наблюдател вижда само едната (видимата) страна на Луната. Обратната страна на Луната не може да се наблюдава от Земята, но това не означава, че тя е тъмна. Затова изразът „тъмната страна на Луната” е погрешен. При Плутон и Харон се наблюдава взаимно синхронно въртене, т.е. и двете тела винаги са обърнати с едни и същи повърхности едно към друго (барицентърът им се намира извън обема на Плутон) .

### Доказани случаи на синхронно въртене в Слънчевата система:
| Централно тяло | Тела със синхронно въртене |
| -------------- | --- |
| Слънце         | Меркурий (3:2 орбитален резонанс)                                                                                              |
| Земя           | Луна |
| Марс           | Фобос · Деймос |
| Юпитер         | Метис · Адрастея · Амалтея · Тива · Йо · Европа · Ганимед · Калисто                                                            |
| Сатурн         | Пан · Атлас · Прометей · Пандора · Епиметей · Янус · Мимас · Енцелад · Телесто · Тетида · Калипсо · Диона · Рея · Титан · Япет |
| Уран           | Миранда · Ариел · Умбриел · Титания · Оберон                                                                                   |
| Нептун         | Протей · Тритон |
| Плутон         | Харон (взаимно синхронно въртене)                                                                                              |